# Вибух автобуса «Боруссії» (Дортмунд)
Серія з трьох вибухів — Замах на гравців футбольного клубу «Боруссія» (Дортмунд) стався 11 квітня 2017 року близько 19:15 годин вечора напередодні чвертьфіналу Ліги чемпіонів, на якому повинен був відбутися матч «Боруссії» з клубом «Монако».

## Подія
Три вибухи біля автобуса з футболістами «Боруссії» відбулися в Дортмунді увечері 11 квітня 2017 року за годину до початку чвертьфінального матчу Ліги чемпіонів, у якому господарі повинні були зустрічатися з командою французького клубу «Монако».
Автобус із німецькою командою вирушив від готелю «L'Arrivee» на розташований в 10 кілометрах стадіон о 19 годині 15 хвилин. Тільки-но він минув виїзд зі стоянки й повернув на головну вулицю, у кущах на узбіччі дороги синхронно спрацювали три вибухові пристрої. Ущент розлетілися скла задніх вікон автобуса. Завдяки щасливому випадку ніхто не загинув, поранення отримали тільки один з футболістів, іспанський центральний захисник клубу Марк Бартра, і поліціянт, який супроводжував автобус на мотоциклі.
Як установила поліція, бомби було начинено металевими штифтами та гайками, розліт яких під час вибуху становив 100 метрів. Заплановану на вечір 11 квітня гру було перенесено на наступний день.

## Версії
Поліція висунула версією про цілеспрямований замах на членів команди. Версія про теракт також розглядається як одна з можливих. Недалеко від місця події були знайдені три записки з ідентичним текстом, автор якого бере відповідальність за вибухи. Автор тексту звинувачує німецький бундесвер у вбивстві мусульман на території Сирії і вимагає негайного виведення німецьких військ з її території, а також закриття американської військової бази Рамштайн у Північному Рейні-Вестфалії. Водночас записка не містить ні підпису, ні символіки ІД. Справжність листа наразі перевіряється експертами. Поліція не виключає, що цей лист є підробкою з метою заплутати слідство. Крім того, в інтернеті поширюється інша заява про відповідальність за вибухи, що говорить вже про ліворадикальний слід замаху. Його достовірність також перевіряється експертами.

## Арешт підозрюваного
28-річного електротехніка за фахом Сергія Венергольда, російського німця-репатріанта, який має два громадянства, було заарештовано о 5 годині ранку 21 квітня 2017 року спеціальним антитерористичним поліційним загоном GSG 9. Поліція більше за тиждень до цього слідкувала за підозрюваним. Одразу після затримання підозрюваний визнав свою провину.